# 霍布斯冰川
霍布斯冰川（英語：Hobbs Glacier）是南極洲的冰川，位於維多利亞地沿岸，全長約13公里，羅伯特·斯科特率領的英國探險隊首次探索該冰川，以密歇根大學的冰川學家命名。
77°54′S 164°24′E / 77.900°S 164.400°E